# 梅里拉巴塔耶
梅里拉巴塔耶（法語：Méry-la-Bataille，法語發音：[meʁi la bataj]）是法国瓦兹省的一个市镇，属于克莱蒙区。

## 地理
梅里拉巴塔耶（49°32'45"N, 2°37'46"E）面积11.26 平方千米，位于法国上法蘭西大區瓦兹省，该省份为法国北部内陆省份，北起索姆省，西接厄尔省和滨海塞纳省，南至塞纳-马恩省和瓦兹河谷省，东临埃纳省。
与梅里拉巴塔耶接壤的市镇（或旧市镇、城区）包括：贝卢瓦、库尔塞勒埃帕耶勒、拉托勒、梅内维莱尔、蒙热兰、莫尔特梅尔、阿龙德河畔讷维、特里科、瓦克穆兰。

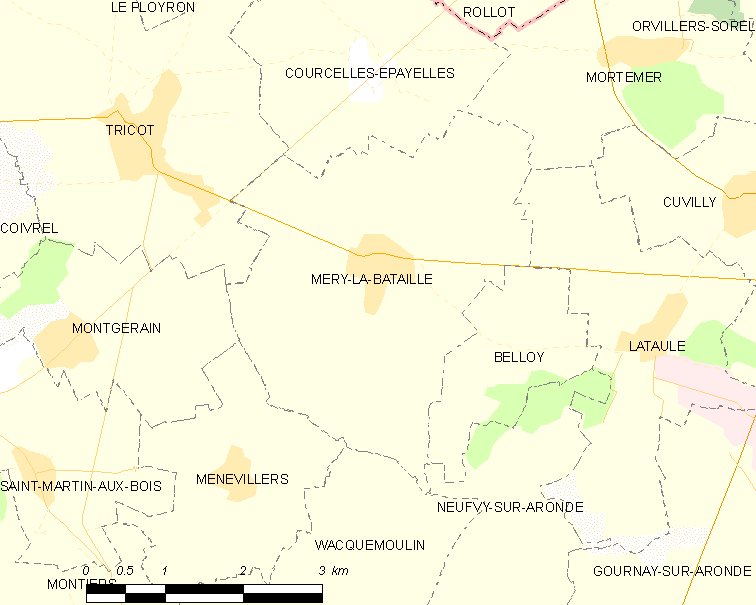
梅里拉巴塔耶的OSM定位图

梅里拉巴塔耶的时区为UTC+01:00、UTC+02:00（夏令时）。

## 行政
梅里拉巴塔耶的邮政编码为60420，INSEE市镇编码为60396。

## 政治
梅里拉巴塔耶所属的省级选区为埃斯特雷圣但尼县。

## 人口

1962-2008年间梅里拉巴塔耶人口变化图示

梅里拉巴塔耶于2022年1月1日时的人口数量为612人。